# Nothhelm (Canterbury)
Nothhelm (auch Nothelm, Noðelm, Noðhelm, Noþhelm; † 17. Oktober 739) war von 735 bis 739 Erzbischof von Canterbury.
Nothhelm war zunächst Priester der Saint Paul’s Cathedral in London und stand in persönlichem Kontakt zu Beda Venerabilis, dem er für seine Historia ecclesiastica gentis Anglorum Informationen aus der Geschichte Kents und der benachbarten Gebiete lieferte. Von einer Reise nach Rom brachte Nothhelm Abschriften von Briefen Gregor I. des Großen aus der päpstlichen Bibliothek nach England, die in Bedas Kirchengeschichte einflossen.
Nothhelm wurde 735 zum Erzbischof ernannt und erhielt 736 vom Papst Gregor III. das Pallium. Noch im selben Jahr (736) weihte Nothhelm Cuthbert (Hereford), Heordwald/Herewald (Shirburn) und Ethelfrid (Elmham) zu Bischöfen.
Beda widmete Nothhelm sein Buch In regum librum XXX quaestiones, in welchem er dreißig Fragen Nothhelms zum biblischen Buch der Könige beantwortete. Auch der Missionar Bonifatius stand mit Nothhelm im Briefwechsel.
Nach dem Tod des Bischofs Aldwine von Mercia im Jahr 737 wurde dessen Bistum geteilt: Witta wurde Bischof von Lichfield und Tocca (Totta) Bischof von Lincoln.
Nothhelm starb am 17. Oktober 739 und wurde in Canterbury beerdigt. Später wurde er heiliggesprochen. Sein Festtag ist der 17. Oktober.